# Miguel Marvilla
Miguel Arcanjo Marvilla de Oliveira (Marataízes, 29 de setembro de 1959 – Vitória, 10 de outubro de 2009) foi um poeta, contista e editor espírito-santense. Graduado em Letras e mestre em História Antiga pela Universidade Federal do Espírito Santo (UFES), foi editor da revista "Você" e um dos fundadores da Flor&Cultura Editores. Foi membro da Academia Espírito-santense de Letras, na qual ocupava a cadeira número dezoito. 
Recebeu vários prêmios literários estaduais e nacionais, além de uma menção honrosa no III Concurso Literário Internacional da Áustria, em 1996. Obteve o primeiro lugar no Concurso de Poesia organizado pelo Sindicato dos Bancários do Espírito Santo, em 1994. Publicou poemas e ensaios em várias revistas e jornais do Espírito Santo e do Brasil. Organizou, juntamente com Maria Helena Teixeira de Siqueira, a coletânea "Escritos entre dois séculos" (Flor&cultura, 2000). Foi, ainda, organizador e editor do livro "Crônicas Escolhidas" de José Carlos Fonseca (Flor&Cultura, 2000).
Viveu seus últimos anos em Vitória (ES), onde preparava a publicação de "O Império Romano e o Reino dos Céus", no qual dicute a construção da imagem sagrada do imperador de De laudibus Constantini, de Eusébio de Cesareia (século IV); "Zoo-ilógico", poesia para crianças (inclusive as que já cresceram) e "Beleléu e adjacências' (romance), futuros lançamenos da flor e Cultura.
Apaixonado por literatura, Marvilla era leitor fiel de García Marquéz e Umberto Eco. Sobre Márquez, Miguel declarara: “é a melhor literatura do planeta, ouso dizer, pulando sobre Umberto Eco, Shakespeare e Joyce.”

## Autobiografia
Em sua página pessoal “Os mortos estão no living”, Miguel Marvilla descrevia-se:
Poeta usado, safra 1959, ainda em razoável estado de conservação. Proprietário de quase nada, a não ser uma penca de cedês, devedês e livros, todos lidos, vistos, ouvidos, não necessariamente nessa ordem, e de uma alma ampla e arejada, com vista apenas para coisas boas. Mestre em História Antiga pela Ufes, por puro prazer. Autor de um bocado de livros de poesia: “Dédalo”, “Sonetos da despaixão”, “Tanto amar”, “Lição de labirinto”, por exemplo. Não se culpe por não conhecê-los: foram publicados quando você ainda era criança — se bem que Shakespeare foi publicado bem antes e você conhece... “Os mortos estão no living”, é meu único, até agora, livro de contos e foi adotado pela Ufes para os vestibulares de 2007-2009, razão por que estamos aqui, você e eu. Ainda neste 2007 suarento, publicarei “O Império Romano e o Reino dos Céus” — a criação da imagem sagrada do imperador em “De laudibus Constantini”, de Eusébio de Cesareia (século IV), em que discuto a formação da “basileia” em termos essencialmente cristãos (parece grego? É grego — o inglês do século IV), “Beleléu e adjacências” (romance) e “Zoo-ilógico”, poesia para crianças (inclusive as que já cresceram). 

## Obras
- "De amor à politica" (De parceria com Oscar Gama Filho), Vitória, 1979
- "A fuga e o vento", Vitória, 1980
- "Exercício do corpo", Vitória, 1980
- "Dédalo" ( poesias), Flor e Cultura, Vitória, 1996
- "Sonetos da despaixão"' ( poesias) - Apresentação de Adilson Villaça, Flor eCultura, Vitória,1996
- "Tanto amar"', Secretaria de Cultura da Prefeitura Municipal de Vitória, Vitória, 1991
- "Lição de Labirinto"(Prêmio Geraldo Costa Alves), Fundação Ceciliano Abel de Almeida/UFES, Vitória, 1989
- "Os mortos estão no living" ( contos) 1988
- "Nelson Abel de Almeida: um homem e o espírito de um lugar" (texto vencedor do Concurso "Nelson Abel de Almeida: o homem" Vitória, 1998
- "Jardins de Vitória" (cadernos de meio ambienta da PMV -1998)
- "Luísa, Juliana, Sigmund" - ensaios, 2001
- "Estranhos companheiros" (inédito, novidade)

## Mortos no living
A primeira edição de Os mortos estão no living (1988) trazia duas divisões: “Os mortos” e “Os outros”. Se a primeira parte tratava dos mortos, “os outros”, por antonímia, só poderiam ser os vivos — aqueles que, portanto, por imposição natural, estão sujeitos à morte, como viu bem o Pedro Nunes, no Tertúlia. Isso conferia ao livro unidade e circularidade: uma parte completava a outra, sem que se pudesse precisar qual era princípio, qual era fim.
Considerada a principal obra de Miguel Marvilla, Os mortos estão no living foi objeto de estudo do seminário Bravos Companheiros e Fantasmas 3, realizado pelo Programa de Pós-graduação em Letras da Universidade Federal do Espírito Santo, em 2008.